# Liste der Flughäfen und Flugplätze in Jordanien

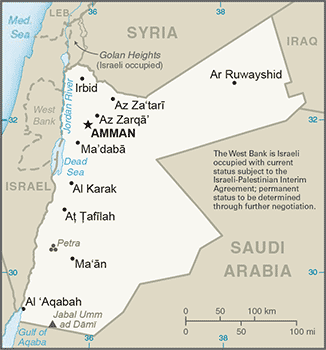
Karte von Jordanien

Dies ist eine Liste der Flugplätze in Jordanien.
| Ort               | ICAO             | IATA             | Name des Flugplatzes                                        | Koordinaten                  | Start- und Landebahn                        |
| Zivile Flughäfen  | Zivile Flughäfen | Zivile Flughäfen | Zivile Flughäfen                                            | Zivile Flughäfen             | Zivile Flughäfen                            |
| ----------------- | ---------------- | ---------------- | ----------------------------------------------------------- | ---------------------------- | ------------------------------------------- |
| Akaba             | OJAQ             | AQJ              | Flughafen Akaba (King Hussein International Airport)        | 29° 36′ 41″ N, 35° 1′ 5″ O   | 3004 × 45 m Asphalt                         |
| Amman             | OJAI             | AMM              | Queen Alia International Airport                            | 31° 43′ 21″ N, 35° 59′ 36″ O | 3660 × 61 m Beton 3660 × 61 m Asphalt       |
| Amman             | OJAM             | ADJ              | Flughafen Marka International (Marka International Airport) | 31° 58′ 21″ N, 35° 59′ 29″ O | 3275 × 45 m Asphalt                         |
| Militärflugplätze |                  |                  |                                                             |                              |                                             |
| Al-Jafr           | OJKF             |                  | King Feisal Air Base                                        | 30° 20′ 33″ N, 36° 8′ 50″ O  | 3610 × 45 m Asphalt                         |
| Al-Azraq          | OJMS             |                  | Muwaffaq Salti Air Base                                     | 31° 49′ 33″ N, 36° 46′ 55″ O | 2750 × 45 m Beton 3002 × 45 m Asphalt/Beton |
| Amman             | OJAM             | ADJ              | King Abdullah I Air Base                                    | 31° 58′ 22″ N, 35° 59′ 30″ O | 3275 × 45 m Asphalt                         |
| Mafraq            | OJMF             | OMF              | King Hussein Air Base                                       | 32° 21′ 23″ N, 36° 15′ 33″ O | 2993 × 45 m Asphalt                         |
| Ruwaished         | OJRW             |                  | H-4 Air Base                                                | 32° 32′ 20″ N, 38° 11′ 45″ O | 2480 × 30 m Asphalt                         |
| Safawi            | OJPF             |                  | Prince Hassan Air Base                                      | 32° 9′ 44″ N, 37° 9′ 2″ O    | 3610 × 45 m Asphalt                         |
| Zarqa             | OJKA             |                  | King Abdullah II Air Base                                   | 32° 0′ 19″ N, 36° 13′ 26″ O  | 2120 × 27 m Asphalt                         |